# Fc受容体
Fc受容体（Fcじゅようたい、Fc receptor、FcR）とは免疫グロブリン（抗体）分子のFc部位に対する受容体タンパク質であり、細胞表面に存在する。免疫グロブリン分子であるIgG、IgA、IgE、IgMに対する受容体をそれぞれFcγR、FcαR、FcεR、FcμRと呼ぶ。

## 機能

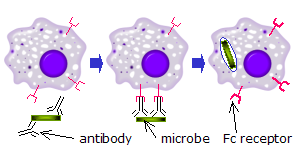
Fc受容体を介した抗原の細胞内取り込み。

Fc受容体は抗体が結合するための単なる器としての役割だけではなく、抗体の結合は細胞の機能調節にも関与することが知られており、細胞の種類や受容体のクラスによってその影響は異なる。ほとんどのFc受容体は免疫を活性化させる方向に働くが、FcγRIIBは唯一、抑制性のシグナルを伝えるFc受容体である。Fc受容体は抗体により捕捉された抗原分子の貪食や、抗原提示能の増強などの機能を有している。